# Tailandia en la Segunda Guerra Mundial
En 1939 el Reino de Tailandia era el único país independiente de la región, cuando el Imperio Japonés conquistó los territorios del sureste de Asia en la Guerra del Pacífico (1937-1945), durante la Segunda Guerra Mundial. 
Tailandia limitaba al este con la Indochina francesa, al sur con la Malasia británica, y al oeste y norte con la Birmania británica, un estado del Raj Británico en India. Históricamente, el reino tailandés pugnaba por mantener su soberanía contra la influencia francesa y británica, por lo que el avance de las fuerzas japonesas hacia el país en 1941, fue visto por muchos tailandeses como una agresión igual a la de los europeos. 
No obstante, el primer ministro tailandés y mariscal de campo Plaek Pibulsonggram («Phibun») vio en la caída de Francia una oportunidad de recobrar territorios perdidos en Indochina en guerras anteriores en 1893 y 1903. El primer capítulo de la intervención tailandesa en el conflicto entre Japón y los Aliados Gran Bretaña y Francia fue la Guerra franco-tailandesa de 1940-1941 en la que Phibun recuperó algunos territorios reclamados por Tailandia en Laos y Camboya. Esta fase terminó en el 9 de mayo de 1941 con la firma de un armisticio en Tokio.
En la segunda fase, Japón hizo una incursión contra Tailandia el 8 de diciembre de 1941 (simultáneamente con el ataque a Pearl Harbor del día 7 pero que estaba al otro lado de la línea de cambio de fecha) en el marco de sus operaciones en Malasia. Para evitar una guerra abierta, Tailandia aceptó la influencia japonesa convirtiéndose en el único estado asiático aliado oficialmente con los nipones, si exceptuamos a los gobiernos títeres instalados por los japoneses en Manchukuo  y otras zonas ocupadas.
No obstante del rol pro-Eje de Phibun y el estado tailandés, después de 1941 muchos ciudadanos de Tailandia se hicieron opositores de diversas formas contra Japón, incluso los miembros del Seri Thai (Tailandeses Libres). En junio de 1944 la pérdida de apoyo en la asamblea nacional derrocó al régimen de Phibun, y el papel de Tailandia en la guerra se redujo hasta el término de la guerra.

## Tailandia antes de la Guerra

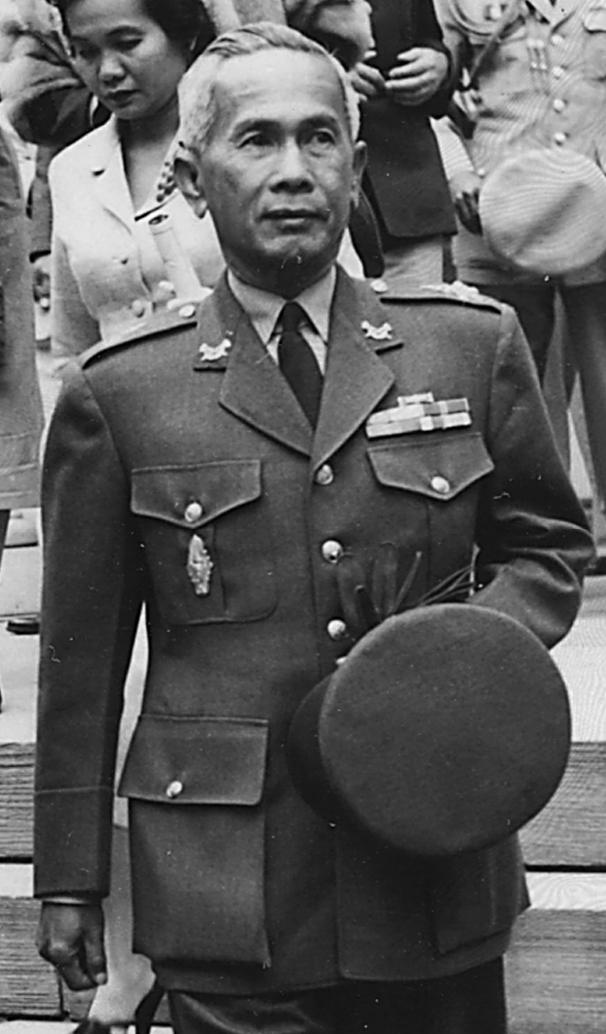
El primer ministro tailandés, Plaek Pibulsonggram

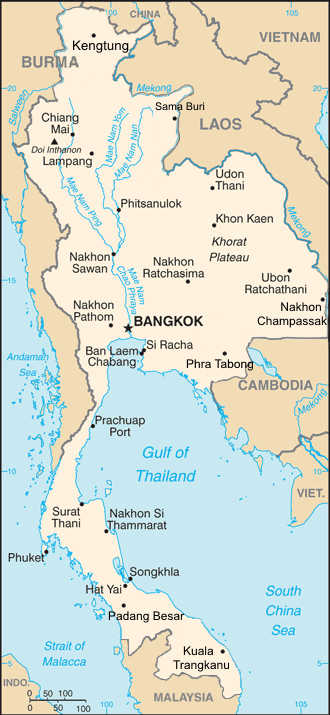
Mapa de Tailandia.

Hasta 1932 el reino fue regido por una monarquía absoluta instalada por un golpe de Estado, dirigido por coroneles de las Reales Fuerzas Armadas de Tailandia (RTAF). No obstante el régimen militar prometió reformas democráticas, en 1938 uno de sus socios principales, el ministro de defensa Plaek Pibulsonggram, tomó el poder como un dictador total. Una de sus reformas fue el cambio del nombre del reino de Siam a Tailandia.

### Política interna
Phibun copiaba la conducta de otros dictadores de su tiempo, y su régimen tomó un curso de militarismo y xenofobia. El primer asociado de Phibun, Gral. Wichit Wichitwathakan declaró que los chinos Chan en Tailandia son "peores que los judíos" y dirigió una campaña de discriminación económica contra ellos. Irónicamente, Wichitwathakan luego admitió que él mismo fue un miembro de aquella raza, y hay pruebas que Phibun también tuvo raíces chinas. La exclusión de la gente china, 10 por ciento de la población en el reino en 1910, de la vida tailandesa, fue una parte de la estrategia nacionalista de Phibun y Wichit en el extranjero.
Otras políticas de Phibun fueron el imponer el idioma tailandés a expensas de los dialectos locales y el abandono oficial del vestido tailandés tradicional en favor de trajes occidentales. Una parte de esta conducta fue imitada por otros países vecinos, como China y Japón, que reconocieron que el aislamiento cultural de estos estados desde hacía muchos años, creaba oportunidades para el imperialismo europeo.

### Política Extranjera
La discriminación antichina fue una parte de la política de defensa contra la República de China de Chiang Kai-Shek. La posibilidad de una China fuerte fue muy preocupante para Phibun y sus colegas, como tal la expansión europea en su área del mundo. Tailandia tuvo importancia estratégica en el este de Asia, así tanto Inglaterra como Francia tuvieron intereses económicos y políticos en el reino. 
El ascenso de Japón y su agresividad militar fueron al principio un cambio grato para Tailandia. Japón tuvo los objetivos múltiples de ocupar las atenciones militares de Chiang Kai-Shek y la Unión Soviética. Al otro lado, Tailandia tuvo buenas relaciones con Australia y los Estados Unidos y los imperios europeos, no obstante que hubo de ellos una postura amenazadora al reino, y contribuyeron mucho a la economía. Con la expansión de Japón en los años 1930, Phibun y otros políticos tailandeses no creyeron que el imperio fuera una amenaza directa a las fronteras del país. Todo eso había cambiado en el 14 de mayo de 1940 con la caída de Holanda, la potencia rectora en Indonesia al ser invadido por el régimen nazi  alemana, y la siguiente capitulación de Francia en el 25 de junio. Nadie en Tailandia creyó que Japón pudiera confrontar a una potencia europea en el campo de batalla antes, si bien en 1939 el imperio había probado su determinación contra los soviéticos en la Batalla de Khalkhin Gol en Manchuria.
En general la élite de Tailandia miró con desconfianza a Japón, especialmente en relación con sus ocupaciones de países asiáticos como Corea y Manchuria (desde 1931). En el segundo de ellos el imperio compuso un régimen de títeres bajo el gobierno nominal del Emperador Puyi, si bien el poder real estaba en las fuerzas de ocupación, el Ejército de Kwantung.

## Fase I: Guerra con Indochina
El territorio al este de Tailandia, compuesto de los estados modernos de Vietnam, Camboya, y Laos, fue hasta la guerra, una colonia francesa controlada por tropas coloniales y milicias locales leales a monarcas subyugados. Hace doscientos años el Reino de Siam había perdido sus territorios en Camboya y Laos en conflictos con Francia, el mayor de ellos en 1893 (la Guerra Franco-Siamesa) en la que Laos cayó bajo control francés y siguientes concesiones en 1903 y 1907. En el 25 de junio de 1940 Francia, con su mitad norte ocupada por Alemania Nazi, firmó un armisticio en Compiegne terminando sus hostilidades con el Eje. Los términos del armisticio fueron dudosos en relación con las posesiones coloniales de Francia: Esencialmente estas quedaron bajo el statu quo, pues la capacidad de Francia de mantener su ejército extranjero fue comprensiblemente limitada. Japón firmó un acuerdo con la Francia de Vichy en septiembre de 1940 clarificando sus derechos de atravesar los territorios indochinos con transportes. Con rapidez Japón violó el acuerdo, con su Ejército de Cantón entrando por Indochina en un intento de tomar el control de la colonia Francesa por la fuerza, la resistencia francesa fue dura, y hasta el término de septiembre ningún otro acuerdo preservó los derechos de Francia en Indochina.
No obstante, viendo la experiencia de Japón, Phibun ordenó a su propia fuerza aérea atacar al mes siguiente para provocar una guerra fronteriza. En 1941 fuerzas terrestres entraron en Indochina y consiguieron ocupar Laos y Camboya a pesar de la dura resistencia de la Legión Extranjera Francesa y artillería superior. La marina francesa se repuso, con una incursión naval exitosa, acabando con la Batalla de Ko Chang (16-17 de enero) cerca de la isla tailandesa del mismo nombre. Ko Chang fue una derrota total para las fuerzas tailandesas. En el 28 de enero un alto el fuego tomó efecto hasta el 9 de mayo, y al concluir, un tratado de paz puso fin a los enfrentamientos entre los tailandeses y franceses. 

### Resultados de la primera fase
Tailandia recibió por el tratado todos los territorios laoisianos al oeste del Río Mekong, y además de eso una porción del noroeste de Camboya. En Tailandia el resultado fue visto como un triunfo histórico y de rectificación de injusticias anteriores realizadas por Francia contra el reino, el nacionalismo de Phibun llegó a su cumbre. Sus oponentes domésticos, muchos de ellos herederos de la nobleza caída de 1932, no pudieron negar que él había restaurado en gran manera el honor de la nación.
Tras las cortinas, la victoria tuvo un alto costo, la sorpresa del ataque tailandés no fue bien vista en Japón, donde los generales preferían una Indochina superviviente bajo un régimen francés débil, a diferencia de una esfera de influencia tailandesa que podía servir de plataforma a los intereses de Inglaterra. Phibun tuvo que aprobar las condiciones japonesas para recibir el apoyo del imperio, así como garantizar ayuda a estos en las invasiones futuras de Birmania y Malasia, de hecho, el Mariscal no creyó que Japón llevaría a cabo estos planes, aunque en aquellos tiempos el Imperio Británico estaba aislado por la guerra contra Alemania y sin ayuda soviética, ni norteamericana.
Las bases británicas en Hong Kong y Singapur, y los estadounidenses en las Filipinas fueron fuertes y Australia fue un representante formidable en la región, aun así Pibun no reconoció que los deseos de Japón se extendían hacia toda el área del Océano Pacífico.

## Fase II: Pearl Harbor en Tailandia
El  8 de diciembre de 1941 (fecha de Asia, en Hawai y EEUU era el 7) Japón cumplió sus planes de confrontar el Imperio británico en el este de Asia, asaltando los territorios de Hong Kong y Malasia. Como una parte del ataque contra el segundo, divisiones japonesas entraron por Tailandia y lucharon contra las Reales Fuerzas Armadas Tailandesas, pues al fin del mismo día Phibun mandó a todas sus tropas no resistir al avance extranjero. Ahora Tailandia fue colocada en una posición aún más comprometida: Dar suministro trasero a las ambiciones de Japón contra Malasia, un papel repetido luego cuando en 1942 Japón atacó Burma. 

### Alianza con Japón

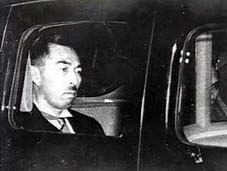
Fumimaro Konoe al cabo de su administración. El príncipe conservador miraba hacia Tailandia y otras naciones asiáticas como aliados valiosos.

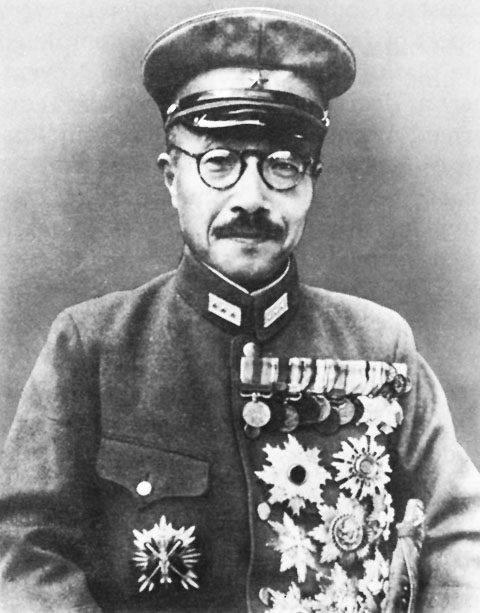
Su sucesor Gral. Mayor Hideki Tojo no veía en los países ocupados por Japón más que títeres inferiores.

En Japón las actitudes con respecto a las razas asiáticas variaron. En el militar japonés, el ejemplo de Corea fue más admirado, en que la casa real coreana fue asimilada con su igual japonesa. En el servicio civil japonés fueron opiniones diferentes. El Príncipe Fumimaro Konoe, el primer ministro hasta octubre de 1941, animaba la idea de la esfera de coprosperidad del este de Asia. Konoe, aparentemente un pacífista, con respecto de las potencias europeas y los Estados Unidos, temía el peligro de una guerra contra la Unión Soviética en el norte de China, y así tuvo políticas muy conservadoras en relación de su sucesor Gral. Mayor Hideki Tōjō. Otros partidarios de la esfera fueron el ministro de asuntos extranjeros Hachiro Arita y el cientista Sato Nobuhiro. Ellos creyeron que el pueblo japonés no era bastante grande numéricamente para mantener su hegemonía sobre otras naciones asiáticas al largo plazo, pues con su ayuda pudiera dirigirlas contra el imperialismo occidental.  
La esfera al cabo sí existía, pues solo fue una máscara para las intenciones imperiales de Japón y su racismo inherente. Tailandia fue un partidario de la alianza, pues sus líderes rápidamente descubrieron que el tratamiento de ellos no fue en igualdad de condiciones. El presidente del régimen projaponés en Burma, Ba Maw, describió con desilusión porqué fracasó el atentado japonés de ganar apoyo con otras gentes asiáticas:

«Los militaristas (japoneses) veían a todo solamente del punto de vista japonés, y aún  peor, porfiaban que todos los otros haciendo negocios con ellos harían lo mismo. Para ellos fue un solo método hacer cualquier cosa, el japonés; una sola meta e interés, el japonés; y un único destino para los países asiáticos orientales, hacerse tales Manchukuos o Coreas atados para siempre a Japón. Allí se hicieron imposiciones raciales. .. hicieron que cualquier comprensión genuina entre los militaristas y la gente de nuestra región fuese esencialmente imposible.»

## Ocupación en otro nombre
La acomodación con el Japón ya tuvo sus opositores al principio de su creación. El ministro de finanzas en el gabinete del Mariscal Phibu, Pridi Banomyong, rechazó cooperar con agresiones japonesas contra Bretaña y Francia, no obstante de su propia oposición a las intereses de aquellas naciones en Tailandia cuando sirvió como ministro de asuntos extranjeros hasta 1937. En el 30 de diciembre de 1941 Phibun otorgó formalmente al ejército de Japón los derechos de mover con libertad en su territorio, y gracias a ello saqueó a Pridi. Tras un solo mes, con las derrotas de las potencias occidentales en todos los frentes de la avanzada japonesa, Phibun tomó el paso de declarar la guerra oficialmente contra Gran Bretaña y los Estados Unidos en 25 de enero de 1942. La familia real se exilió como una respuesta a las políticas imprudentes de Phibun.

### Regalos del patrón
Japón otorgó a Tailandia algunas áreas que históricamente fueron regidas por el reino, incluso a los Estados Shan de Burma y cuatro provincias en el norte de Malasia. La invasión de las zonas Shan, como una parte del ataque general de Japón contra Burma, fue perpetrada por cuatro divisiones terrestres del Ejército Phayap (noroeste) con el auxilio de una ala de la Real Fuerza Aérea Tailandesa. La incursión fue la mayor contribución del esfuerzo tailandés a la guerra.

### Tropas sin guerra

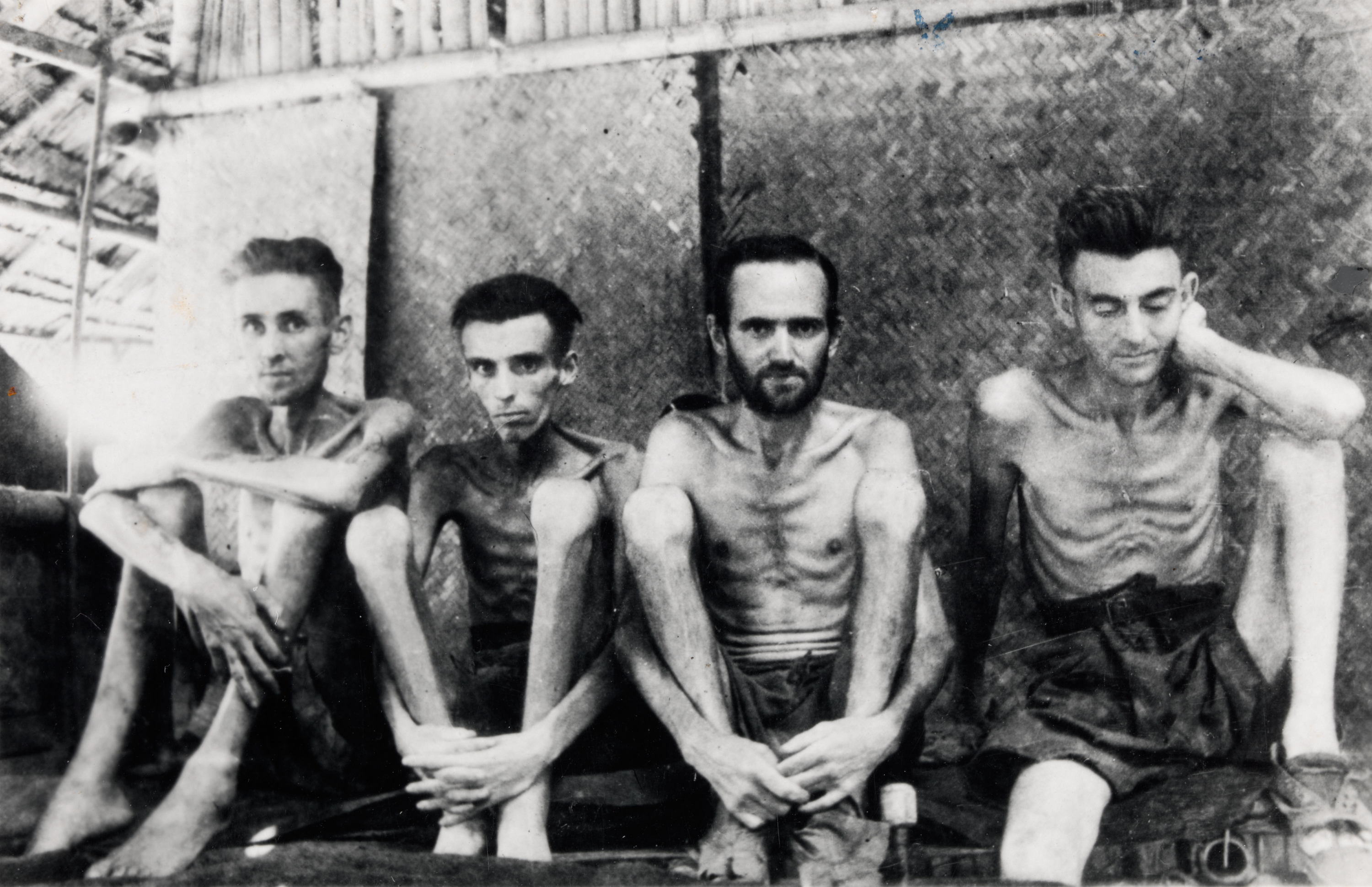
Tropas occidentales forzados obrar como presos de esclavitud en el Ferrocarril de la Muerte.

A pesar de que en Tailandia nunca hubo un teatro mayor de combate en la guerra fue muy importante para la red de suministro del ejército del imperio de Japón y sus 150.000 tropas en el país fueron un aviso claro contra traición interna. En el 22 de junio de 1942, estando hartos de transportar suministros y refuerzos por su marina través el Estrecho de Malaca, el ejército japonés empezaba la construcción de un ferrocarril entre Bangkok y Rangún, la capital de Burma. Para mano de obra los japoneses eligieron aprovechar en 60.000 prisioneros de guerra aliados y otros 180.000 obreros de esclavitud asiáticos. Las condiciones en la construcción fueron horribles, 90.000 asiáticos  murieron, y otros 16.000 de las tropas de cautivos aliados. Llamado el Ferrocarril de la Muerte de Burma, la obra fue uno de los crímenes de guerra más famosas en el mundo occidental tras la guerra, como tal la Masacre de Nankín (1937) y la Marcha de la Muerte de Batán (también en 1942). La crueldad contra los prisioneros fue rasgo muy común en el ejército imperial, y ayudó en asustar el gobierno de Phibun de las consecuencias de desafiar el predominio japonés.

## Oposición al Eje
Phibun ya era impopular para algunos sectores de la sociedad tailandesa al principio de la guerra. Uno de ellos fue la nobleza, quienes se opusieron al alzamiento y  la dictadura militar en 1932 e intentaron atentaba un contra golpe fallido contra ella en 1933 a través de la Rebelión del Príncipe Boworadet. Muchos nobles miraban a Phibun con desconfianza, como los nobles en Alemania e Italia a los dictadores fascistas. Las minorías étnicas de Tailandia, molestas por el nacionalismo de Phibun, fueron opositores muy feroces. 

### Seri Thai
Pridi Banomyong empezó a trabajar en formar una resistencia tailandesa inmediatamente con su saqueo por Phibun tras la incursión japonesa. Miembros famosos del movimiento Seri Thai o Tailandéses Libres fueron: la Reina Ramphaiphanni, viuda del Rey Prajadhipok, quien ayudó a infiltrar la administración del mariscal Phibu. Muchos oficiales nobles tuvieron enlaces con Seri Thai, incluso el secretario general del gabinete de Phibu: Tawee Boonyaket. El ministro de asuntos extranjeros, Direk Janayama, fue un otro agente de Seri Thai, hasta que los japoneses lo relegaron como embajador a Tokyo como "castigo".

## Phibun cae de poder
En 1944, a pesar de las noticias lúgubres de los frentes, Phibun anunció planes de mover la capital de Bangkok a una ciudad nueva en la selva, y construir una otra ciudad en tributo al budismo. Con la escasez de suministros básicos en aquellos tiempos, la propuesta fue recibida con burlas y protestas en la asamblea nacional. Phibun, quien ya era él que ya ostensiblemente un dictador, fue expuesto como un líder sin comprensión de la realidad, y en el 1 de agosto fue reemplazado con Khuang Abhaiwongse, un conservador con enlaces con Seri Thai. Debajo de Khuang, Tailandia poco a poco deshizo con su alianza con Japón,que ya estaba perdiendo la guerra. Pero los tropas japonesas aún quedaron estacionadas en Tailandia amenazando al estado tailandés.

## El término de la guerra
Desde la caída de Phibun y el término de la guerra, la influencia de los aliados en Tailandia se hacía más fuerte, como un resultado de las derrotas de Japón, especialmente en Burma. En el 1 de mayo de 1945, Rangún fue capturada por tropas británicas. Pridi y otros oficiales en el gobierno Khuang trabajaron con agentes de la Office of Strategic Services estadounidense. Seri Thai preparó para el invierno de 1945 una rebelión mayor para abrir la puerta para la liberación de Tailandia por las tropas de los aliados, aunque en agosto los Estados Unidos bombardearon las ciudades de Hiroshima y Nagasaki. En el 15 de agosto, mientras que el Emperador Hirohito leyó una declaración de capitulación, Tailandia aún estaba bajo ocupación japonesa, como: Indochina, Indonesia, Malasia, y muchos territorios de China.

### Tailandia tras la guerra
Al principio hubo algunas voces en el lado aliado que pidieron un juicio contra Phibun por su papel en la guerra. Pero las circunstancias de Tailandia antes la guerra, siendo un país pequeño cercado por potencias imperialistas, dio al dictador la explicación de que había trabajado en favor de los intereses de su propio pueblo. Muchos tailandeses, incluso los que se opusieron a su régimen, acordaron que Tailandia no podía resistir una invasión japonesa sin sufrir de castigos japoneses del estilo usado contra la población civil de China.
Su caso se puede comparar en la guerra con el de Finlandia, que se vio forzada a entrar en una alianza con la Alemania Nazi contra la Unión Soviética en los años 1941-44. El líder militar finlandés, el Mariscal de Campo Barón Carl Gustaf Emil Mannerheim había luchado contra la dominación rusa, y no tuvo ambiciones de expansión imperialista. Como Mannerheim, Phibun tuvo mucho valor estratégico a ojos de los aliados occidentales, más Estados Unidos y Francia que Reino Unido. Con el comienzo de la guerra de Indochina contra guerrilleros comunistas del Viet Minh, Francia fue lista al olvidar diferencias del pasado para recibir respaldo tailandés. En los años 1945-49 la guerra civil china fue una preocupación mayor para el Presidente Harry Truman, y los Estados Unidos quería preservar el régimen conservador en Tailandia. En 1947 mientras que en Tailandia Phibun volvió al poder con otro golpe de Estado, Gran Bretaña tuvo que enfrentar una revuelta comunista en Malasia, que era parte del inicio de la independencia de ése país. 
Así con su vuelta ninguno de las potencias occidentales protestó por su revanchismo. En 1948 el mariscal fue instalado de nuevo como primer ministro y dirigió la política partidaria al occidente en la Guerra Fría.
Tailandia bajo Phibun estuvo muy dividida, especialmente las fuerzas armadas, con el ejército (pro-Phibun) y la marina (pro-Pridi) siendo enemigos ásperos. En 1949 y 1951 la marina ayudó en dos golpes fallidos contra el dictador, recién en 1957 el Mariscal de Campo Sarit Thanarat logró derrocarlo. Phibun huyó a Japón, pues sus políticas en Tailandia, empezadas en la década del 30 quedaron como aquellas de Thanarat y sus otros sucesores.

## Recuerdo de la guerra
Hoy el papel de Tailandia en el Eje es quizá uno de los más desconocido, como resultado de su carácter de "aguafiestas" en el lado de Japón.